# Sierra de Huelva
Die Comarca Sierra de Huelva ist eine der sechs Comarcas der spanischen Provinz Huelva. Sie wurde, wie alle Comarcas in der Autonomen Gemeinschaft Andalusien, mit Wirkung zum 28. März 2003 eingerichtet.

## Lage
|          | Extremadura                                 |                 |
| Portugal | Kompassrose, die auf Nachbargemeinden zeigt | Provinz Sevilla |
|          | Andévalo                                    | Cuenca Minera   |

## Gemeinden
| Gemeinde                 | Einwohner (2024) | Fläche km² | Dichte Einw./km² | Cod INE | Postleitzahl |
| ------------------------ | ---------------- | ---------- | ---------------- | ------- | ------------ |
| Alájar                   | 791              | 41,46      | 19               | 21001   | 21340        |
| Almonaster la Real       | 1.751            | 321,29     | 5                | 21004   | 21350        |
| Aracena                  | 8.392            | 184,45     | 45               | 21007   | 21200        |
| Aroche                   | 2.997            | 498,44     | 6                | 21008   | 21240        |
| Arroyomolinos de León    | 925              | 86,95      | 11               | 21009   | 21280        |
| Cala                     | 1.117            | 83,94      | 13               | 21016   | 21270        |
| Cañaveral de León        | 381              | 34,77      | 11               | 21020   | 21388        |
| Castaño del Robledo      | 226              | 12,93      | 17               | 21022   | 21292        |
| Corteconcepción          | 573              | 49,13      | 12               | 21024   | 21209        |
| Cortegana                | 4.618            | 173,06     | 27               | 21025   | 21230        |
| Cortelazor               | 312              | 39,93      | 8                | 21026   | 21208        |
| Cumbres de Enmedio       | 61               | 13,55      | 5                | 21027   | 21387        |
| Cumbres de San Bartolomé | 364              | 144,58     | 3                | 21028   | 21386        |
| Cumbres Mayores          | 1.729            | 121,61     | 14               | 21029   | 21380        |
| Encinasola               | 1.260            | 177,76     | 7                | 21031   | 21390        |
| Fuenteheridos            | 814              | 10,92      | 75               | 21033   | 21292        |
| Galaroza                 | 1.369            | 22,27      | 61               | 21034   | 21291        |
| Higuera de la Sierra     | 1.307            | 24,48      | 53               | 21038   | 21220        |
| Hinojales                | 325              | 26,71      | 12               | 21039   | 21388        |
| Jabugo                   | 2.196            | 24,92      | 88               | 21043   | 21290        |
| Linares de la Sierra     | 275              | 29,22      | 9                | 21045   | 21207        |
| Los Marines              | 424              | 9,98       | 42               | 21048   | 21208        |
| La Nava                  | 255              | 61,03      | 4                | 21051   | 21291        |
| Puerto Moral             | 280              | 19,82      | 14               | 21059   | 21209        |
| Rosal de la Frontera     | 1.671            | 209,50     | 8                | 21062   | 21250        |
| Santa Ana la Real        | 472              | 26,57      | 18               | 21067   | 21359        |
| Santa Olalla del Cala    | 2.061            | 202,93     | 10               | 21069   | 21260        |
| Valdelarco               | 237              | 14,87      | 16               | 21071   | 21291        |
| Zufre                    | 735              | 340,68     | 2                | 21079   | 21210        |
| Comarca Sierra de Huelva | 37.918           | 3.007,75   | 13               | –       | –            |

## Nachweise
1. ↑  Instituto Nacional de Estadística Municipal Register of Spain
2. ↑  Orden de 14 de marzo de 2003, por la que se aprueba el mapa de comarcas de Andalucía a efectos de la planificación de la oferta turística y deportiva, Boletín Oficial de la Junta de Andalucía (Amtsblatt der Regierung von Andalusien), Nr. 59 vom 27. März 2003, S. 6248